# Joanna Cargill (personaje)
Joanna Cargill, también conocida como Frenesí, es un personaje ficticio, una mutante sobrehumana que aparece en los cómics estadounidenses publicados por Marvel Comics. Ella ha sido miembro de grupos de supervillanos, incluida la Alianza del Mal y los Acólitos, así como del equipo de superhéroes de los X-Men.

## Historial de publicaciones
Frenesí apareció por primera vez en X-Factor # 4 (mayo de 1986) como miembro de la Alianza del Mal y fue creado por Bob Layton y Keith Pollard.
Aunque el nombre y apellido de Joanna Cargill se han escrito con variaciones como Johanna o Cargil, su nombre se mencionó por primera vez en Uncanny X-Men # 298 como Joanna Cargill. Frenesí no debe confundirse con otra Joanna Cargill, columnista presentada en Marvel Comics Presents # 27.
Durante un Liveblog de Marvel Comics del 2 de marzo de 2011, se reveló que Frenesí se unirá a X-Men: Legacy en 2011 como miembro del equipo de X-Men de Rogue, junto con el Profesor X, Magneto, Legion y Gambito.

## Biografía ficticia

### Primeros años
La mujer que algún día se convertiría en la mutante superpoderosa, Frenesí, comenzó su vida como una niña maltratada en un hogar abusivo. Su padre, un oficial de las Fuerzas Armadas, la despreció desde que nació no solo por su género, sino que adoraba a su hijo en quien, según Cargill, veía una continuación del legado familiar como soldados, sino también porque ella nació prematuramente y era una niña frágil y enfermiza, lo que aumentó enormemente la carga financiera de la familia. Mientras tanto, su madre estaba completamente intimidada por el abuso de su esposo y no hizo nada para detener las golpizas que él constantemente infligía a su hija por infracciones aparentemente menores. Un día, no mucho después de que su hijo fuera asesinado en acción, se enfureció con su hija por la muerte de su hijo, aparentemente queriendo matarla a golpes. O su rabia o su miedo despertaron sus poderes mutantes cuando él la golpeó salvajemente, y ella sin querer golpeó directamente a través de su cuerpo con un solo golpe, matándolo instantáneamente. Conmocionada por lo que había hecho, aunque accidentalmente, se escapó de casa.

### Alianza del Mal
Originalmente un mercenario independiente, Frenesí se une a otros tres mutantes, Tower, Stinger y Timeshadow, bajo el empleo de Apocalipsis, que se hace llamar la Alianza del Mal. Después del intento fallido de Tower de secuestrar al mutante Rusty Collins, Frenesí es enviada y se pone en conflicto directo con X-Factor. Frenesí no puede convencer a Rusty de unirse a la Alianza y huyó después de sufrir la derrota de X-Factor. La Alianza revela más tarde que tenían un cómplice que mejoraba el poder llamado Michael Nowlan. Después de que intenta escapar de la Alianza, el grupo amenaza con matar a la novia de Nowlan, Suzy. X-Factor interfiere en los planes de la Alianza, finalmente los derrota y los pone bajo custodia. Frenesí y los demás estallan inevitablemente, oponiéndose a la Ley de Registro de Mutantes, pero fueron derrotados por la Bestia.
Después de otra misión luchando contra los Nuevos Mutantes junto con la Alianza, Frenesí es derrotada por Warpath. Cable libera a Frenesí y pregunta quién la había contratado. Ella admite haber sido contratada por A.I.M. como guardaespaldas de Harness y Piecemeal. Cable luego deja caer a Frenesí desde el helicóptero en el que estaban.
Finalmente recibe una invitación para unirse a las Femizons de Superia y aceptó, uniéndose a las mujeres sobrehumanas a bordo del crucero de Superia. Ella se une al ataque masivo contra el Capitán América y Paladín, y viajó a la Isla de Superia para ser una de sus nuevas Femizons.
En circunstancias desconocidas, fue encarcelada una vez más, pero pudo escapar de la Bóveda y creó problemas para los Vengadores.

### Acólitos
Frenesí finalmente encontró aceptación bajo las enseñanzas de Magneto, uniéndose a las filas de la segunda encarnación de los Acólitos. Como era común entre los Acólitos, renunció a su nombre en clave, prefiriendo que la llamaran por su apellido, Cargill. Su primera misión fue capturar a un niño con poderes mutantes latentes de Nuestra Madre del Sagrado Corazón, una escuela. Durante la misión, Cargill mató a Sharon Friedlander, y con sus compañeros de equipo, Unuscione y los Kleinstocks, luchó contra el equipo X-Men dorado. Teniendo historia con Gambito (se conocieron y se enfrentaron durante una misión cuando eran mercenarios a sueldo), ella inmediatamente fue tras él y Bishop. Sin embargo, Gambito pudo derrotarla golpeándola con un neumático cargado cinéticamente. (La relación perseguida entre Kargil y Gambito supuestamente iba a ser desarrollada en la serie de Fabian Nicieza Gambit, pero fue cancelada antes de que pudiera llegar a ella). Los Acólitos fueron capaces de retirarse, pero luchó contra los X-Men una vez más esa semana. Allí, Cargill luchó contra Iceman, comentando cómo ha cambiado desde sus días con la Alianza del Mal, pero Iceman pudo dejarla inconsciente usando sus poderes de hielo recién adquiridos. Más tarde, Cargill intentó asesinar al Senador Kelly, pero fue electrocutado por Wolfsbane.
Después de que se reveló que Magneto estaba vivo, Cargill estaba entre los Acólitos que rápidamente se volvieron contra Fabian Cortez y se unieron a Magneto en su santuario mutante, Avalon. Mientras estaba en una misión para reclutar mutantes para su causa, Cargill, junto con Milan y Unuscione, encontraron al joven y manso niño Neophyte. Después de su traición a los Acólitos, Cargill se apresuró a votar culpable en su juicio. Durante la Caída de Avalon, Cargill se alió con su enemigo Cyclops desde hace mucho tiempo para sobrevivir, y ella y sus compañeros Acólitos pudieron escapar de la estación espacial destruida a tiempo. Aterrizaron en Australia, pero fueron entregados a las autoridades.
Los Acólitos escaparon de la prisión y encontraron los restos de Avalon, adorándolo y el regreso de Magneto. Exodus finalmente asumió el liderazgo de los Acólitos, y Cargill participó en el ataque al Monte Wundagore, la base de operaciones del Alto Evolucionador.

### Controlado por la Mente
Después de que los Acólitos se disolvieron, Cargill se convirtió en la embajadora de Genosha ante las Naciones Unidas y sirvió como la mano derecha de Magneto. Cuando los Vengadores se infiltraron en Genosha, Cargill atacó a She-Hulk con un puñetazo que envió a She-Hulk a volar. Después de confrontar a Quicksilver por sus elecciones con su padre, Cargill fue derrotada por Bruja Escarlata. Más tarde, Cargill apareció en televisión, ordenando que todos los países juraran lealtad a Magneto para que se les diera algo de autonomía. Finalmente fue capturada por el gobierno en un intento de averiguar más sobre los planes de Magneto, pero se negó a hablar. Jean Grey liberó a Cargill y la controló mentalmente. El conocimiento de Cargill sobre Genosha ayudó a los X-Men a encontrar la base de Magneto. Los inexpertos X-Men atacaron pero fueron rápidamente derrotados. Cargill fue utilizada en contra de su voluntad para luchar contra Magneto, pero finalmente se vio limitada por un pilar de metal. Después de la derrota de Magneto, Cargill fue liberada de su control mental, donde inmediatamente dejó la Mansión X.

### Después del M-Day
Frenesí es uno de los pocos mutantes que quedan después del M-Day. Ella resurge junto a Random y Tempo como parte de un nuevo equipo de Acólitos liderado por Exodus. Durante su primera misión, ella es enviada a distraer a los X-Men con Tempo y logra derrotar a Rogue. Ella es derrotada por el esfuerzo combinado de Mystique, Northstar y Aurora al ser expulsada del Helicarrier de S.H.I.E.L.D..

### Aliado con Siniestro
Ella se reagrupó con Exodus cuando él prometió su lealtad a Mr. Siniestro y atacó la Mansión X con sus compañeros de equipo en busca de los Libros de Destiny. Después de descubrir que las copias en la mansión eran falsas, Frenesí y los Acólitos lucharon contra Shadowcat, Colossus y los Nuevos X-Men. Frenesí, disgustado por la falta de respeto de Hellion, lo derrotó de inmediato, y luego luchó contra X-23, quien pudo sacar sangre de la piel dura como el acero de Frenesí. Los Acólitos derrotaron a los X-Men y regresaron con Mr. Siniestro, con su misión siendo un fracaso.
Durante Messiah Complex, Frenesí se unió a la batalla contra los X-Teams, la mayoría de las veces luchando contra Colossus.

### Divididos estamos
Después de los eventos del Complejo Mesías, ella escapó con los otros Acólitos y el cuerpo del Profesor X, llevándolo a una parte desconocida del mundo. Frenesí, en particular, no quería tener nada que ver con el profesor Xavier y, en cambio, deseaba matarlo. Después de discutir con sus compañeros Acólitos sobre el asunto, Frenesí confrontó a Xavier, Centinela Omega y un Magneto sin poder, y atacó, dañando severamente a Centinela Omega. Magneto la detuvo, quien usó un láser quirúrgico en el ojo de Frenesí para freír su cerebro. Mientras Xavier pensaba que estaba muerta, Magneto reveló que lo más probable es que esté viva. Exodus, al enterarse de esto, juró destruir a Magneto.
Cuando Xavier regresó a la sede de los Acólitos, sacó a Frenesí de su coma, alegando que sus "amigos la extrañaban". Inmediatamente intentó matar a Xavier, pero Xavier le advirtió que si lo tocaba dormiría un año más. Después de que Exodus decidió disolver a los Acólitos, Frenesí lo consideró a él y a los otros Acólitos como cobardes, creyendo que se rendían simplemente porque las probabilidades estaban en su contra. Ella y Unuscione fueron los únicos acólitos que se opusieron a la noción de disolución.

### Residente de Utopía
Frenesí es vista junto con Nekra en los disturbios en San Francisco por Karma, quien les dice que se comporten. Ms. Marvel llega y ataca a Nekra y Frenesí, sacándolas. Después de esto, ella se traslada junto con muchos otros mutantes a la isla de Utopía. Durante la pelea final contra los Vengadores Oscuros, Frenesí se une a Nekra y Bling! contra Ms. Marvel. Frenesí fue más tarde uno de los mutantes, que fueron reunidos por Cyclops para luchar contra los atacantes Nimrods.

### Convertirse en un X-Man
Tras el final de Age of X, una línea temporal alternativa en la que estaba casada con Cyclops, Joanna tuvo problemas para volver a la vida normal, ya que sus experiencias como una figura más heroica han tenido un profundo efecto en ella. Ella confrontó a Cyclops sobre el tiempo que compartieron juntos en el universo ficticio, pero él la rechazó; a pesar de esto, se negó a que le borraran la memoria de la experiencia a diferencia de muchos otros ciudadanos de Utopía. Frenesí luego comienza a vestirse como su contraparte de Age of X y decide que quiere convertirse en un X-Man.
Uniéndose al escuadrón X-Men de Rogue, Frenesí ayuda a rastrear a las personalidades fugitivas de Legion. Bajo la influencia de Susan en Sunshine; Frenesí y Gambito se besan. Después de reunir a todas las personalidades rebeldes de Legion, Frenzy acompaña a Rogue, Gambito y Magneto al espacio para rescatar a Havok, Polaris y Marvel Girl.

### Escuela Jean Grey para el Aprendizaje Superior
Después del Cisma de los X-Men, Frenesí decidió dejar Utopia junto a Wolverine y otros ex X-Men para reabrir la Escuela Jean Grey para el Aprendizaje Superior. Sus razones para irse se basaron en su amor por Cyclops, no querer volver a caer en los viejos hábitos y hacer un cambio positivo en su vida. Antes de partir de Utopia, ella ayuda a Rogue y algunos otros X-Men a salvar a Ariel.
Frenesí se alió con el equipo de Wolverine en la pelea inicial entre los Vengadores y los X-Men. Al elegir quedarse con los Estudiantes de la Escuela Jean Grey de Educación Superior, Frenesí pronto se vio envuelto en el conflicto cuando un equipo de Vengadores formado por She-Hulk, Falcon y Caballero Luna fueron enviados para vigilar a los Mutantes. Esto pronto se convirtió en una pelea entre los dos equipos. Cuando los Cinco Fénix regresaron a la Tierra para rehacer la Tierra en su propia Utopía, Frenesí los ayudó a desmantelar una fuerza de la Milicia en Narobia.

### Aliada con los Inhumanos
Tras el lanzamiento de las nubes de Niebla Terrigena en la Tierra y su amenaza para los mutantes, Frenesí decidió aliarse con Crystal y su equipo de Inhumanos. Trabajando como agente encubierta de los Inhumanos, ayudó a salvar a innumerables mutantes en peligro de las Nubes Terrigena.

### Amanecer de X
En el nuevo statu quo para los mutantes posterior a House of X y Powers of X, el Profesor X y Magneto invitan a todos los mutantes a vivir en Krakoa y dan la bienvenida incluso a los antiguos enemigos a su redil. Frenesí se ve entre la multitud de mutantes malvados que llegan a Krakoa a través del portal.
Algún tiempo después, se une al satélite S.W.O.R.D. recién reinstalado (puesto X de Swords) como Embajadora Intergaláctica.

## Poderes y habilidades
Frenesí es una mutante que posee una piel dura como el acero que la hace resistente a la mayoría de las formas de lesiones físicas convencionales, así como a las temperaturas extremas. Se ha demostrado que simplemente se encoge de hombros al estar cubierta de llamas y también es muy resistente a la radiación de microondas, aunque se ha demostrado que el adamantium perfora su piel después de un encuentro con X-23. Frenzy también posee una fuerza sobrehumana, aproximadamente a la par con Spider-Man. En años posteriores ha sido descrita como lo suficientemente fuerte como para luchar contra personajes como Rogue y She-Hulk.

## Otras versiones

### Edad de X
En la historia de 2011 "Age of X", Joanna fue capturada después de varios ataques contra grupos anti-mutantes y es encarcelada en la Isla Ryker. Más tarde es liberada por Cyclops, quien luego se casa con ella.

### Marvel Zombies
En 2006, Cargill aparece en la miniserie Marvel Zombies, junto con algunos de sus compañeros Acólitos (Fabian Cortez, Scanner, Lisa Hendricks, Reynolds, Burns) y Forja como los pocos sobrevivientes que se esconden en el Asteroide M de las hordas de zombis en la Tierra. Ella y los demás hacen algunos viajes a la Tierra para reunir información.

### Arma X
En la historia de Days of Future Now, Cargill aparece como miembro de Gene Nation.

### What If
Cargill aparece en dos números de What If. El primero la representa como miembro de los X-Men, pero finalmente se separa de otros villanos como Sapo, Unus el Intocable y Pyro. Otro la tiene huyendo por su vida después de enfrentarse al Jinete de la Muerte de Apocalipsis, Arcángel, quien piensa que ella no es digna de vivir.

### X-Men: El fin
Cargill también aparece en X-Men: The End como miembro de los X-Men que luchan contra los Skrulls que tomaron las formas de Genesis, Stryfe y la Reina Duende. Ella fue una de las pocas sobrevivientes después de que la Mansión X fuera destruida.

## En otros medios

### Televisión
- Cargill apareció en las dos partes "Sanctuary" de la serie animada X-Men. Aunque no tenía líneas para hablar, era un miembro destacado de los Acólitos. También tuvo un cameo en la primera parte de "One Man's Worth", donde fue miembro de la Resistencia Mutante, pero conservó su atuendo de Acólita.

### Novelas
- En la novela de X-Men Mutant Empire, Cargill se encuentra entre los Acólitos. Observa cuánto le gustan los libros de Pyro.